# مارك كروسلي (مقدم تلفزيوني)
مارك كروسلي (بالإنجليزية: Mark Crossley)‏ هو دي جي إذاعي ‏ ومقدم تلفزيوني بريطاني، ولد في 22 أبريل 1987 في إنجلترا في المملكة المتحدة.